# 莫濟列
莫濟列（斯洛維尼亞語： 發音：[mɔˈziːɾjɛ]），是斯洛維尼亞北部莫濟列市鎮的小鎮及其行政中心，位于薩維尼亞河邊。當地是下施蒂里亞傳統地區的一部分，現在包含在薩維尼亞統計區中。

## 教堂
鎮上的堂區教堂是獻給聖喬治的，屬於天主教采列教區。它首次在可追溯至1241年的書面文件中提及。目前的建築可追溯至1754年。